# Шорина, Анна Владимировна
Анна Владимировна Шорина (род. 26 августа 1982, Москва, СССР) — российская синхронистка, олимпийская чемпионка 2004 и 2008 годов, многократная чемпионка мира и Европы, обладатель Кубка мира и Европы.
Родители — тренеры по прыжкам в воду. В синхронное плавание пришла в 1994 году из прыжков в воду. Личный тренер — Татьяна Евстигнеевна Шорина. В группе специализировалась на выполнении акробатических элементов.

## Награды и звания
- Орден Почёта — За большой вклад в развитие физической культуры и спорта, высокие спортивные достижения на Играх XXIX Олимпиады 2008 года в Пекине[6]
- Орден Дружбы — За большой вклад в развитие физической культуры и спорта, высокие спортивные достижения на Играх XXVIII Олимпиады 2004 года в Афинах[7]
- Заслуженный мастер спорта России